# Kliopsyllus debilis
Kliopsyllus debilis är en kräftdjursart som beskrevs av Kunz 1981. Kliopsyllus debilis ingår i släktet Kliopsyllus och familjen Paramesochridae. Inga underarter finns listade i Catalogue of Life.